# Коныртубек
Коныртубек (каз. Қоңыртүбек) — упразднённое село в Егиндыкольском районе Акмолинской области Казахстана. Входило в состав Жалманкулакского сельского округа. Находится примерно в 26 км к юго-западу от центра посёлка Егиндыколь. Код КАТО — 114445300. Упразднено в 2019 г.

## Население
В 1999 году население села составляло 145 человек (72 мужчины и 73 женщины). По данным переписи 2009 года, в селе проживали 44 человека (18 мужчин и 26 женщин).